# Fantombild

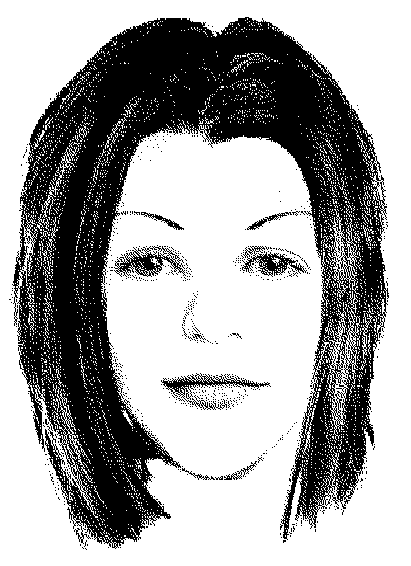
Exempel på hur en fantombild kan se ut.

En fantombild är en bild som används av polisen i samband med efterlysningar, exempelvis av en brottsmisstänkt. Den ritas med utgångspunkt av hur vittnen beskriver en gärningsman och brukar användas i spårandet av denne.
Exempel på kända fantombilder är de som publicerades i samband med Palmemordet och i jakten på Lasermannen och Oklahomabombaren Timothy McVeigh.

## Galleri

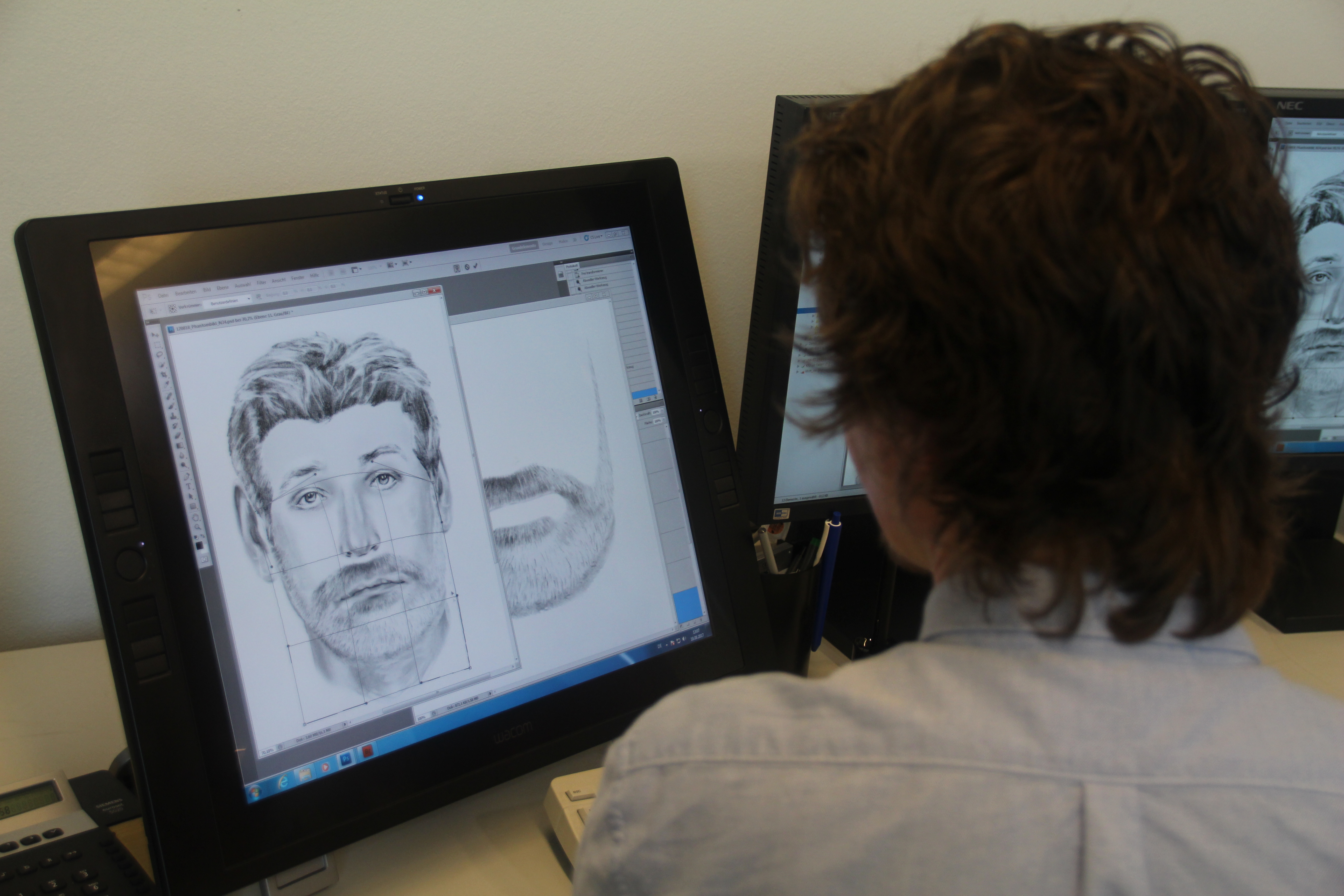
En tecknare gör en fantombild med hjälp av ett datorprogram.
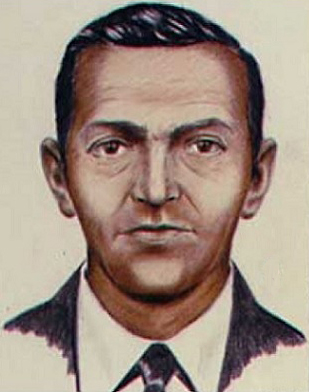
En fantombild av D.B. Cooper.
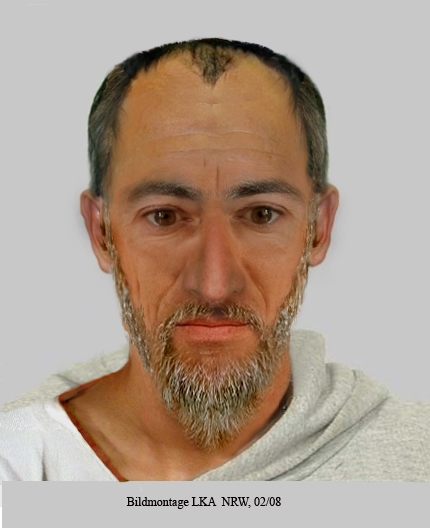
En fantombild av Paulus.